# Oldřich Zajíček
 Oldřich Zajíček (6. srpna 1911 Žižkov – 21. března 1956) byl český fotbalista, útočník, československý reprezentant.

## Sportovní kariéra
V lize odehrál 151 zápasů a vstřelil v nich 67 gólů, nastupoval postupně za Viktorii Žižkov (1930–1934), Spartu Praha (1934–1939) a opět Viktorii Žižkov (1939–1944).
Trojnásobný mistr Československa, a to v letech 1936, 1938 a 1939, vždy se Spartou Praha. V ní sehrál 124 zápasů. Se Spartou též roku 1935 vybojoval Středoevropský pohár, nejvýznamnější pohárovou trofej meziválečné Evropy.
Za československou reprezentaci odehrál 6 utkání a vstřelil 2 góly (Španělsku a Rakousku).